# Parlar negre
El parlar negre, o más localmente parlar negue ([porˈla ˈnøɣrə, porˈla ˈnøɣə], hablar «negro»), es una variedad de gascón hablado en la mitad occidental del departamento de Landas, en Bayon (donde se habla una variante llamada gascón de Bayona), así como en el suroeste de Gironda (fuera de la Bahía de Arcachón). Es el dialecto del País de Born, del Marensin, del Maremne, del Seignanx, del País de Orthe, de la Grande Lande, del val del Eyre y de una parte de la Chalosse. Se lo llama igualmente gascón marítimo o landais.

## Reorganización de los fonemas vocálicos
La principal característica del parlar negre es su propensión a pronunciar ciertas vocales de forma más redondeada (y por cierto, de forma más cerrada o centralizada). Así, se produce una migración de fonemas del gascón general a otros nuevos en el parlar negre (fenómeno de "transfonologización")
- El fonema /e/ del gascón general resulta /ø/ en parlar negre. #Escribir siempre e (o é) en el orthographe.
- El fonema /ɛ/ del gascón general resto /ɛ/ en parlar negre.
- A eso se añade un tercer fenómeno que engloba el parlar negre pero que lo sobresale muy ampliamente, ya que se extiende a todo el gascón occidental (sito al oeste de una línea Pau-Agen) : los fonemas finales /-e/ (anotado -e en el orthographe) y /-ɔ/ (anotado -tiene en el orthographe) han fusionado hacia un solo fonema/-ə/. Por oposición a eso, el gascón oriental, le (al este de la línea Pau-Agen), mantiene claramente la oposición fonológica entre /-e/ (anotado -e) y /-ɔ/ (anotado -tiene).

Esto resulta en un patrón muy interesante para las vocales tónicas del parlar negre, ya que contrasta tres series equilibradas, con dos grados de apertura cada una:
- seria palatale no redondeada, dos gradas de aperture : 1º semi-cerrado /e/ — 2º cerrada /i/
- seria palatale redondeada, dos gradas de aperture : 1º semi-cerrado /ø/ — 2º cerrado /#<prn>/
- seria vélaire, dos gradas de aperture : 1º semi-abierto /ɔ/ — 2º cerrado /u/
- ...además de la voyelle central y abierta /tiene/.

Esta esquema equilibrada del parlar negre es una solución interesante porque resuelve el desequilibrio de los voyelles que caracteriza el gascón general (y el occitano general), donde cada una de las tres series ha gradas de aperture bastante disparates : 
- seria palatale no redondeada, tres gradas de aperture : 1º semi-abierto /ɛ/ — 2º semi-cerrado /e/ — 3º cerrada /i/
- seria palatale redondeada, una grada de aperture : 1º cerrado /#<prn>/
- seria vélaire, dos gradas de aperture : 1º semi-abierto /ɔ/ — 2º cerrado /u/
- ...además de la voyelle central y abierta /tiene/.

## Representaciones sociológicas
El término parlar negre ("habla negra") es, por tanto, relativo: probablemente procede de hablantes que hablan parlar clar ("habla clara") y que imaginan que el parlar negre es "oscuro". En realidad, el parlar negre no tiene nada de oscuro y, por el contrario, presenta un reequilibrio perfectamente lógico de los fonemas vocálicos, que ahorra el esfuerzo articulatorio.
Además, la comunicación entre los hablantes de parlar negre y parlar clar es fácil. En efecto, los patrones vocálicos de ambos sistemas (parlar negre y parlar clar) están unidos por correspondencias regulares (diasistema).